# 부꽁끼
부꽁끼(베트남어:  Vũ Công Kỷ / 武公紀 무공기, ? ~ ?)는 대월 후 레 왕조의 정치인, 버우 주의 제3대 군주(재위: 1571년 ~ ?)이다. 인군공(베트남어: Nhân Quận Công / 仁郡公)을 칭하였다.

## 생애
부꽁끼는 부반멋의 아들로, 그의 뒤를 이어 뚜옌꽝진(宣光鎭)의 통치권을 세습하였다. 동시에 후 레 왕조에 영향력을 미쳤고, 막 왕조에 대항하였다. 《대월사기전서》에는 '부반멋의 아들 태부(太傅) 인군공(仁郡公) 부꽁끼(武公紀), 손자 태보(太保) 화군공(和郡公) 부득꿍은 모두 선대의 뜻을 계승하여 삼가 신하의 직분을 닦았다.'라고 기록되어 있다. 이에 따르면 부꽁끼가 세습한 뒤 후 레 왕조에 계속 충성을 표시하였다는 것이다. 이후 후 레 왕조는 부꽁끼에게 중임을 맡겼다. 1573년, 태부 인군공 부꽁끼는 우상(右相)으로 임명되었고, 그해 농력(農曆) 10월에 '본부(本部)의 병사를 통솔하여 진을 대동(大同)으로 돌아가게 하고, 이로써 방민(方民)을 편안케 하는' 책무를 맡았다. 또한 1578년 농력 10월에 막 왕조가 뚜옌꽝, 흥호아 등지를 공격하자 '병사를 이끌고 크게 싸우니 막 왕조의 병사가 패하고 돌아갔다'고 하여 자신의 재능을 드러내었다.
부꽁끼의 뒤를 이어 부득꿍이 부꽁끼의 직위를 계승하였다.

## 참고 문헌
- 吳士連等. 《《大越史記全書》》 (중국어). 陳荊和編校. 東京大學東洋文化硏究所附屬東洋學文獻センター（昭和59－61年）（1984－1986）.
- “Hội Bảo tồn Di sản chữ Nôm─潘清簡等《欽定越史通鑑綱目》正編卷之二十九至三十”.[깨진 링크]
- “Hội Bảo tồn Di sản chữ Nôm─潘清簡等《欽定越史通鑑綱目》正編卷之三十三至三十六”.[깨진 링크]

| 전 임 부반멋 | 제3대 대월 후 레 왕조 버우 주의 군주 1571년 ~ ? | 후 임 부득꿍 |